# استیون سی. آپاستلوف
استیون سی. آپاستـُلوف (انگلیسی: Stephen C. Apostolof؛ ‏ ۲۵ فوریهٔ ۱۹۲۸ – ۱۴ اوت ۲۰۰۵) یک کارگردان فیلم، و تهیه‌کننده فیلم بلغاری الاصل اهل ایالات متحده آمریکا بود. وی بین سال‌های ۱۹۵۶ تا ۱۹۷۸ میلادی فعالیت می‌کرد.
از فیلم‌ها یا مجموعه‌های تلویزیونی که وی در آن‌ها نقش داشته‌است می‌توان به مجلس عیاشی مردگان اشاره نمود.